# Philippe Laguérie
Philippe Laguérie (* 30. September 1952 in Sceaux) ist ein katholischer Traditionalist und Altritualist sowie Holocaustleugner und war von 2006 bis 2019 Generaloberer des von ihm gegründeten Institut du Bon Pasteur. 

## Leben
Philippe Laguérie entstammt einem bürgerlich-katholischen Milieu mit enger Kirchenbindung. Zwei der neun Kinder der Familie, Jacques und Philippe, wurden Priester, allerdings lehnen beide die Ergebnisse des 2. Vatikanischen Konzils ab. Philippe wurde am 29. Juni 1979 durch den emeritierten Erzbischof Marcel Lefebvre (1988 exkommuniziert; † 1991) für die von diesem im November 1970 gegründete Priesterbruderschaft St. Pius X. (FSSPX) zum Priester ordiniert. In ihren Diensten wirkte er 1983–1997 in der Nachfolge von François Ducaud-Bourget als Pfarrer der von sogenannten Traditionalisten widerrechtlich besetzten Kirche Saint-Nicolas-du-Chardonnet im Zentrum von Paris. Als solcher und durch viele Auftritte in den Medien wurde er zu einer in ganz Frankreich bekannten Gestalt.
1987 verteidigte er Äußerungen des rechtsextremen Politikers Jean-Marie Le Pen zum Holocaust mit den Worten, dieser sei ein Opfer des „jüdischen Finanzkapitals“, das Frankreich seit 45 Jahren tyrannisiere. Die Thesen der Holocaustleugner Henri Roques und Robert Faurisson, eines französischen Neonazis, seien „absolut wissenschaftlich.“ Laguérie taufte ein Patenkind Le Pens und erklärte 1991 zu dessen rechtsextremer Partei: Der Front National sei die Partei, die am wenigsten weit „vom Naturrecht“ entfernt sei. 1996 hielt er ein Requiem für den verurteilten Kriegsverbrecher Paul Touvier, den die Piusbruderschaft zuvor in einem Kloster in Nizza versteckt hatte, und erklärte sich zum Anwalt Touviers vor Gott: Vor dem letzten Gericht gebe es keine Medien, keine Inszenierungen, keine Nebenkläger und keine Organisationen gegen Rassismus und Antisemitismus.
Jährlich soll er den Geburtstag des Kollaborateurs der Nationalsozialisten Philippe Pétain mit einer Messe feiern.
Ab 2002 leitete er das FSSPX-Priorat Bordeaux an der Kirche Saint-Éloi („St. Eulogius“). Die seit 1981 geschlossene Kirche, die zwischen 1994 und 2001 der bürgerlichen Gemeinde als Archiv gedient hatte, war am 29. Januar 2002 auf Beschluss des Stadtrates vom damaligen Bürgermeister Alain Juppé der Association Église Saint-Éloi, einer aus der Priesterbruderschaft St. Pius X. hervorgegangenen Traditionalisten-Vereinigung, zur Verfügung gestellt worden, mit der Auflage der Säuberung, Restaurierung und Öffnung der Kirchenschiffe. Obwohl das Verwaltungsgericht diese Entscheidung bereits am 20. Dezember 2002 aufhob, dieses Urteil am 27. April 2004 in einem Appellationsverfahren bestätigt wurde und auch der Stadtrat das zwischen Bürgermeister Alain Juppé und der Association Église Saint-Éloi getroffene Abkommen rückgängig machte, blieb die Kirche von Laguérie und seinen Anhängern besetzt. Laguérie übernahm am 15. September 2003 persönlich den Vorsitz der Association Église Saint-Éloi.
Am 16. September 2004 wurde Laguérie von Bischof Bernard Fellay, dem Generaloberen der FSSPX, wegen seiner heftigen Kritik an Leitung und Dozenten des FSSPX-Priesterseminars Écône (bei Riddes, Schweiz) aus der Priesterbruderschaft St. Pius X. ausgeschlossen, nachdem er zuvor eine dienstliche Versetzung nach Mexiko abgelehnt hatte.
Nach längeren Verhandlungen trat er 2006 in kirchliche Gemeinschaft mit dem Papst und wurde mit der Leitung der am 8. September 2006 neu gegründeten Gesellschaft apostolischen Lebens päpstlichen Rechts „Institut du Bon Pasteur“ (deutsch: Institut vom Guten Hirten) beauftragt. Das Institut feiert den Gottesdienst nach den 1962 gültigen Liturgiebüchern, also in der Fassung vor der späteren römisch-katholischen Liturgiereform, und hatte seinen kirchenrechtlichen Sitz zunächst in Bordeaux an der Kirche Saint-Éloi. Es weitete seine Tätigkeit in den folgenden Jahren innerhalb und außerhalb Frankreichs aus und eröffnete ein eigenes Priesterseminar in dem Dorf Courtalain im Département Eure-et-Loir (Bistum Chartres), wo Kandidaten aus verschiedenen europäischen und lateinamerikanischen Ländern auf das Priestertum vorbereitet werden. Die Gemeinschaft bestand 2014 aus etwa 30 Priestern und 40 Seminaristen.
Ab 2006 leitete Laguérie die Privatschule Cours Saint-Projet in Bordeaux, die von Mitgliedern seines Gemeindevereins an der Kirche Saint-Éloi gegründet worden war. Von 2007 bis 2011 amtierte er als Pfarrer der vom Erzbistum Bordeaux errichteten Personalpfarrei an dieser Kirche. Die Schule wurde 2010 von den Schulbehörden geschlossen, nachdem ein Fernsehbericht antisemitische, rechtsextreme und rassistische Äußerungen von Lehrern und Schülern dokumentiert hatte und die Schulleitung den Auflagen der Behörde, inhaltliche Mängel im Bereich des Geschichtsunterrichts und der naturwissenschaftlichen Fächer abzustellen, nicht nachgekommen war. Die Schule wurde anschließend als staatlich nicht anerkannte private Bildungseinrichtung weitergeführt.
Im Jahr 2011 verließ er Bordeaux und siedelte auf ein von seiner Gemeinschaft angemietetes Gehöft in dem Weiler La Rivardière in Migné-Auxances im Département Vienne um, wo die Generalkurie der Gesellschaft zeitweilig ihren Sitz hatte. Nach einem Jahr verließ er das neue Domizil während einer schweren Führungskrise der Gemeinschaft wieder und zog sich in das institutseigene Seminar in dem Dorf Courtalain zurück, das auf dem Besitz des Marquis de Gontaud-Biron im Département Eure-et-Loir (Bistum Chartres) besteht. In einer vom Vatikan überwachten Wahl in der Abtei Fontgombault wurde Laguérie am 31. August 2013 vom Generalkapitel des Institut du Bon Pasteur für eine weitere sechsjährige Amtszeit erneut zum Generaloberen gewählt und als solcher am 12. September desselben Jahres vom Vatikan bestätigt. Mit Beendigung dieser Amtsperiode im Herbst 2019 gab er die Leitung seines Instituts an seinen Nachfolger, den Kolumbianer Luis Barrero ab.